# سمكة الرمال

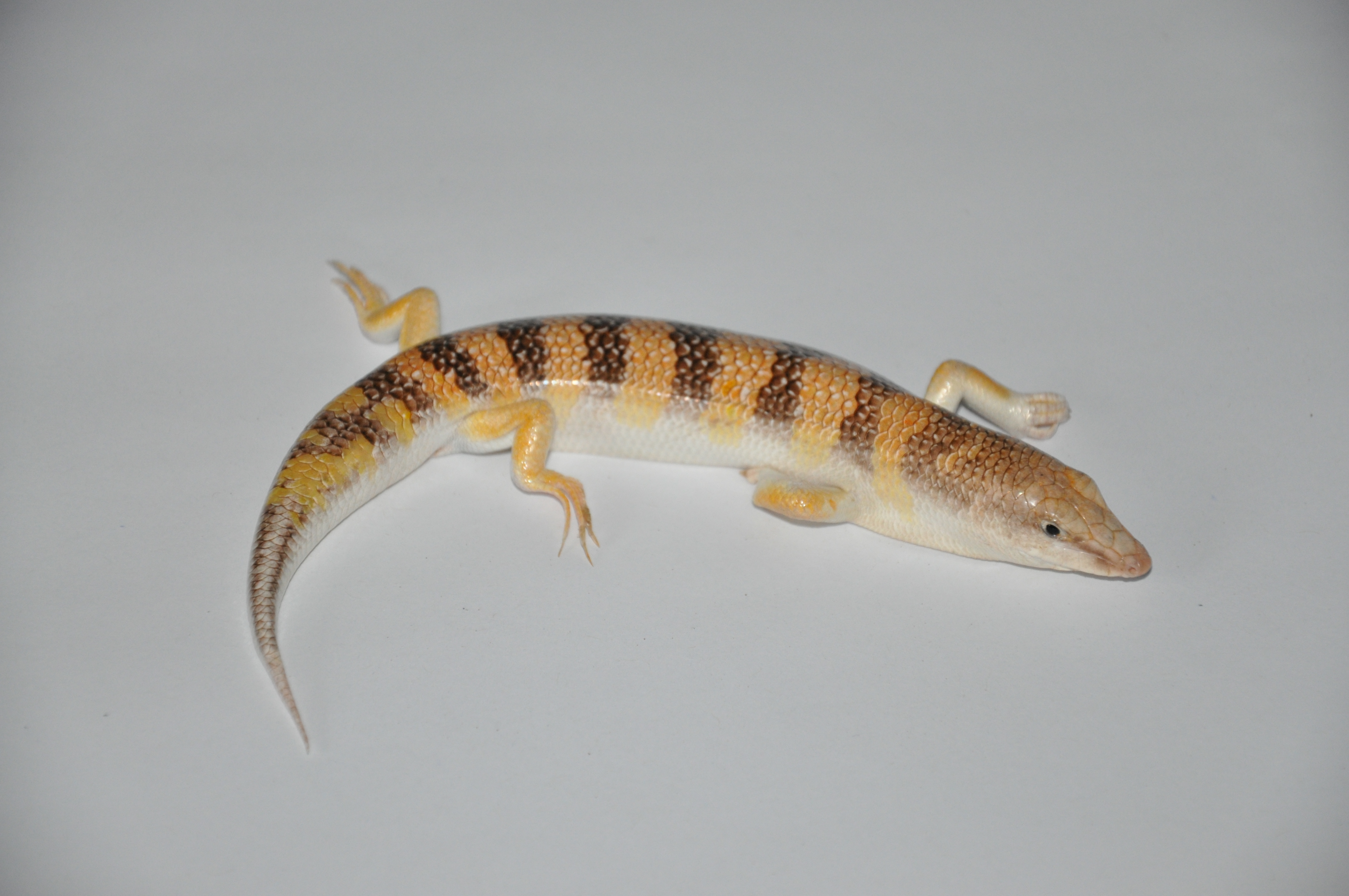
ذكر الشرشمان. يسمى أيضا الذكر بالعبودي

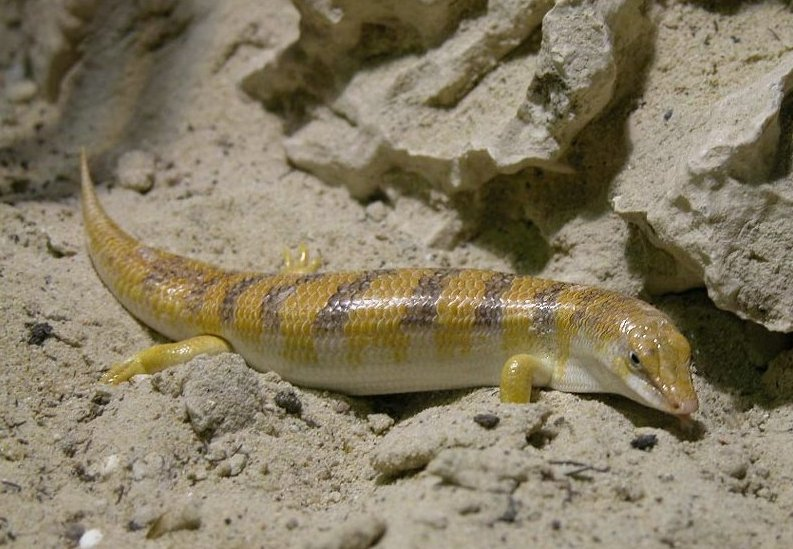
سمكة الرمال بصحراء أدرار الجزائرية.

سمكة الرمال أو سقنقور عادي (الاسم العلمي: Scincus scincus) (بالإنجليزية: Sandfish)‏ هو نوع من الزواحف يتبع جنس السقنقور من الفصيلة السقنقورية. و
يسميها سكان الصحراء الجزائرية بالشرشمان. تنتمي إلى مجموعة الزواحف رغم امتلاكها أربعة قوائم وهي تشبه إلى حد كبير الورل إلا أنها أصغر حجمًا منه بكثير وتختبئ في الرمال عن طريق الغطس شأنها شأن السمكة في البحر ولذلك سميت سمكة الرمال. يحتفظ بها بعض الهواة الغربيين كحيوان أليف في بيوتهم.

## التسمية
سُمّيت سمكة الرمال بهذا الاسم بسبب قدرتها على التحرك بسرعة وسهولة داخل الرمال الناعمة، تمامًا كما تسبح الأسماك في الماء. تتميز برأس كبير في الحيوانات البالغة، حيث يكون عريضًا من الخلف ويضيق تدريجيًا نحو الأمام. كما أن أنفها طويل نسبيًا وشكله مخروطي، مما يساعدها على الغوص في الرمال بكل سهول.

## الوصف
هذه السحلية هي حيوان حاشر، أي آكل للحشرات. وهي لا ضرر منها إذ أنها غير سامة. تتغذى عليها حيونات الصحراء كالفنك الصحراوي والقنفذ والأفعى والورل وبعض الطيور اللاحمة. ولأنها ذات دم بارد، تظهر هذه السحليات في فصل الربيع بعد سباتها الشتوي. تتكاثر بالبيض، ويكون الذكر (العبودي) أضخم من الأنثى ويكون ذا تموجات بنية واضحة على الظهر بينما لون الأنثى أصفر يشبه التراب، تغطس جماعات في التراب مما يسهل على الباحث عليها في رمال الصحراء بوجود هذه الأثار الناتجة عن الغطس الشبيهة بآثار الأفاعي.

## الشكل
عند النظر إلى الصقنقور، يمكن ملاحظة بعض السمات التي تجعله مناسبًا بشكل كبير للعيش في الصحراء. من بين هذه السمات، أن جسمه المسطح والعريض يساعده على السباحة بسهولة تحت الرمال. أطرافه القصيرة مزودة بأصابع صغيرة، مما يسهل عليه التحرك بين الرمال الناعمة والتمكن من الحفر بشكل فعال. يمتلك هذا الحيوان فمًا خاصًا يشبه المجرفة يساعده على حفر الرمال بسرعة وبسهولة. بالنسبة لأنفه وأذنه، فهو مصمم بطريقة تساعده على البقاء في بيئة صحراوية قاسية، حيث الأنف مثلث يساعده على التنفس بسهولة بينما هو مختبئ تحت الرمال، أما الأذنان فحجمها صغير ليتكيف مع الهواء الجاف.

## الموطن الطبيعي
تعيش هذه السحالي في الصحراء العربية وشمال أفريقيا.أقصى حدود لها في بلاد الشام يكون في جنوب الأردن. في صحراء حسمى لانقطاع الصحاري الرملية بعد ذلك في بلاد الشام. الصقنقور يعيش في الصحاري القاحلة، حيث تتفاوت درجات الحرارة بين الليل والنهار بشكل كبير. الصحراء تكون جافة جدًا، وغالبًا ما تكون فقيرة بالماء والنباتات، مما يجعل الحياة فيها صعبة جدًا على معظم الحيوانات. لكن حيوان الصقنقور قادر على التكيف مع هذه البيئة القاسية. يختبئ طوال اليوم تحت الرمال، حيث يجد الحماية من حرارة الشمس الحارقة والرياح الجافة. هذا التكيف يمكنه من الحفاظ على رطوبته والبقاء بعيدًا عن الخطر. حياة هذا الحيوان ترتكز بشكل أساسي على أن يكون مخفيًا تحت الأرض، ولا يظهر إلا عندما يكون بحاجة للطعام أو للقيام بمهام أساسية مثل التكاثر.

## العيش
حيوان الصقنقور يتواجد في مجموعة واسعة من المناطق الصحراوية، ما بين شمال إفريقيا والشرق الأوسط. من أبرز الأماكن التي يمكن العثور فيها على هذا الحيوان هي الصحاري في دول مثل تونس، الجزائر، مصر، وفلسطين. كما يتواجد أيضًا في الصحراء العربية والجزيرة العربية، بالإضافة إلى بعض الأماكن في دول إفريقيا الغربية مثل السنغال ومالي. تنتشر هذه الحيوانات في المناطق التي تتمتع بأرض صحراوية خالية من الغطاء النباتي الكثيف، مما يوفر لها بيئة مثالية للعيش.

## سلوكياته
يعتبر الصقنقور من الحيوانات التي تعيش حياة فردية، حيث لا يتجمع في جماعات. يعيش بشكل منعزل، حيث يقضي معظم وقته في الحفر داخل الرمال، وهو لا يخرج إلا في أوقات معينة من اليوم. خلال النهار، يبقى مختبئًا تمامًا تحت الأرض ليحمي نفسه من الشمس الحارقة، وعادةً ما يخرج في المساء أو في فترات من الليل. الحفر بالنسبة له ليس فقط وسيلة للعيش، بل هو أسلوب حياة يعتمد عليه للبقاء آمنًا. يمكنه أن يتنفس تحت الرمال، ما يساعده على البقاء لفترات طويلة دون الحاجة للخروج. 

## التكاثر
عملية تكاثر حيوان الصقنقور تتزامن مع موسم الأمطار، الذي يحدث مرة واحدة في السنة، عادةً في فصلي الربيع أو الصيف. هذا التوقيت مهم جدًا لأن الأمطار توفر بعض الرطوبة التي تسهل على الحيوانات العثور على الطعام. يتكاثر الصقنقور بطريقة الولادة، حيث تحتفظ الأنثى بالأجنة داخل جسمها حتى تصبح جاهزة للولادة. بعد فترة حمل تمتد من شهرين إلى ثلاثة أشهر، تلد الأنثى صغارًا في شكل مشابه تمامًا للبالغين من حيث اللون والشكل. الصغار يبدأون حياتهم بعد الولادة في بيئة صحراوية قاسية، ويعتمدون على الأنثى لفترة قصيرة حتى يكتسبوا مهارات البقاء على قيد الحياة في الصحراء.

## استعمالات في الطب الشعبي العربي
في الطب الشعبي العربي، يقوم بعض سكان الصحراء العربية وكذلك الجزائرية بأكلها ظنًا منهم أنها تخلصهم من العديد من الأمراض. وتباع مجففة لدى العطارين في السعودية. والكثير من الناس ممن تتوفر لديهم المواصلات يقومون بزيارة للصحاري من أجل جلب أعداد هائلة منها وبيعها ابتداءً من سعر 10 دينار جزائري إلى غاية 70 دينار جزائري على حسب حجمها. في الصحراء الجزائرية تحديدًا في منطقة الوادي يأتي الصيادون خصيصًا من بلدان دول الخليج من أجل اصطياد الشرشمان لأنها تستعمل كدواء لتقوية الخصوبة في اعتقادهم.
في الطب الشعبي العربي، يعتقد بعض الناس أن سمكة الرمال تساعد في علاج بعض الأمراض، لذلك يقومون بأكلها أو استخدامها بطرق مختلفة. في بعض الدول مثل السعودية، تُباع مجففة في محلات العطارة. أما في الجزائر، خاصة في الصحراء، يسافر بعض الأشخاص إلى المناطق الصحراوية لجمع أعداد كبيرة منها وبيعها بأسعار تتراوح بين 10 و70 دينارًا جزائريًا، حسب حجمها. في منطقة الوادي بالجزائر، يأتي صيادون من دول الخليج لصيدها، لأنهم يعتقدون أنها تزيد من الخصوبة.

### وصلات خارجية
- فيديو على يوتيوب: سمكة الرمال.